# Eugène-André Oudiné
Eugène-André Oudiné, född den 1 januari 1810 i Paris, död där den 12 april 1887, var en fransk bildhuggare.
Oudiné erhöll romerska priset 1831, utbildade sig under bildhuggaren Petitot och målaren Ingres samt i Italien och blev efter sin återkomst anställd vid myntet i Paris. Som egentlig plastiker utförde han endast dekorativa arbeten, bland vilka kan nämnas Drottning Bertha (i Luxembourgträdgården) och en Sovande Psyche (1848, museum i Le Havre). Därtill kommer porträttbyster och minnesmedaljer i mängd, som Napoleon I:s apoteos (efter Ingres plafond i Hôtel de Ville), över Notre Dames restauration, över Napoleon III:s tronbestigning, över Fotografins uppfinning och Napoleon I:s gravläggning i Invaliddomen med flera.